# ماریجا کاران
ماریجا کاران (انگلیسی: Marija Karan؛ زادهٔ ۲۹ آوریل ۱۹۸۲) یک هنرپیشه اهل صربستان است.
از فیلم‌ها یا برنامه‌های تلویزیونی که وی در آن نقش داشته است می‌توان به تشریفات مذهبی اشاره کرد.